# 観音寺 (対馬市)
観音寺（かんのんじ）は、長崎県対馬市豊玉町小綱にある臨済宗南禅寺派の寺。

## 銅造観世音菩薩坐像
像高50.5センチメートル。結跏趺坐する観音菩薩像である。右手を胸の辺に挙げ、左手は腹前に掌を上にして構え、両手とも第3指を屈する。宝髻を高く結い上げ、両肩に垂髪を表す。両耳部の耳璫、胸部や膝部に表された瓔珞、両脚部の複雑に表された衣文の扱いなどの煩雑な表現に高麗時代（918年～1392年）の中期から末期にかけての特色がみられる。像内に納入されていた結縁文に天暦3年（元徳2年、1330年）2月に戒真ら三十数名の発願によって造立されたとあり、14世紀の朝鮮半島で制作された仏像であると考えられている。結縁文には「高麗国瑞州浮石寺」と記されているため、かつては同寺に安置されていたものと考えられる。
観音寺に安置されるようになった経緯は不明。ただし、鎮護国家である高麗が仏教を保護したのに対し、儒教を国教とした朝鮮王朝（1392年～1910年）は仏教を弾圧するようになり、仏像も没収・破壊が繰り返されていたため、朝鮮人にとって価値が低下した仏像を仏教を信仰する対馬の日本人が交易の中で手に入れたものではないかと日本側は見ている。一方、韓国・東国大学の名誉教授は、1370年頃に倭寇が同像を略奪したとの論文を発表している。

### 盗難事件
2012年（平成24年）10月9日、盗難に遭っていたことが判明（対馬仏像盗難事件）。8日夕方以降に盗まれたとみられている。2013年（平成25年）1月に韓国人の男（69）らが逮捕された。同じ対馬市にある海神神社の「銅造如来立像」（国の重要文化財）や多久頭魂神社の「大蔵経」（長崎県指定有形文化財）も盗んでおり、韓国内で売り捌こうとしていた。
浮石寺の信徒会は、この仏像はもともと浮石寺にあったものを日本が不当に強奪したのだと主張し、観音寺ではなく浮石寺に返すよう求めている。ただし、倭寇に略奪された根拠となる文献等については、仏像を失ったときに思い出すのが悲しいので捨てたと主張している。また、日本に対しても｢韓国は日本に仏教や仏像を伝えました。それなのに日本人は寺を燃やし仏像を奪っていきました。過去の歴史を日本は認める姿勢はあるのかということです。返還して欲しければ略奪ではなく友好的に贈られたことを日本側が証明すべきだ｣と主張している。
2017年7月5日、浮石寺の円牛住職は「日本では、韓国が盗んだ物を返していないと言われているが、そうではない。盗んだ人は逮捕され、処罰された。それで窃盗事件は終わった。」として事件の解決を宣言した。
対馬市では、市の人口の約半数の16803人分の仏像の早期返還を求める署名が集まり、2018年1月25日、観音寺は韓国政府に仏像の早期返還を働きかけるよう求める要望書を外務省や県などに送付した。
その一方で、日本の朝日新聞は韓国に盗まれた仏像を日韓の共有財産とすることでの解決を求めている。
2024年9月25日までに、韓国の浮石寺が、観音寺の所有権を認めた韓国大法院判決を踏まえ、日本への返還に反対しない考えを日本側に伝えた。返還前に寺で100日間の法要を行うことが条件という。
2025年5月5日、浮石寺は、仏像の日本への返還に先立ち執り行った100日間の法要を終えた。
同年5月12日、仏像が対馬市内に戻り、観音寺で寺の関係者や警察などの立ち会いのもと、非公開でこん包が解かれ、現在の状態などの確認が行われた。その後、檀家の地元住民らを集めて法要が営まれた。今後は対馬博物館で展示、保管される。

### 年表
- 1973年（昭和48年）5月18日、観世音菩薩坐像が長崎県指定文化財となる[20][21]。
- 1988年（昭和63年）頃、浮石寺（韓国忠清南道瑞山市、北緯36度42分13.1秒 東経126度24分44.7秒）の関係者が観世音菩薩坐像の所有権を主張し、当寺に返還を要求したが断った[3]。
- 2012年（平成24年）10月8日夕方、観世音菩薩坐像が所在不明となる[5]。
- 2013年（平成25年）
  - 1月30日までに、韓国の警察が文化財保護法違反の疑いで韓国人男性らの窃盗団を同国内で立件した[6]。窃盗団が所持し、販売しようとしていた文化財の中に、当寺の観世音菩薩坐像などがあった[6]。
  - 2月26日、窃盗団から回収した観世音菩薩坐像を保管する韓国政府に対し、当寺が同像を正当に取得したことが訴訟で確定するまで、日本への移転を差し止める仮処分を韓国・大田地裁が決定した[22]。
- 2023年（令和5年）2月1日、大田高裁による控訴審判決で、像の所有権が浮石寺にあるとした一審判決が破棄された[23]。
  - 10月26日、韓国大法院（最高裁）が仏像の所有権が観音寺にあることを認める判決を言い渡した[24] [25]。
- 2025年（令和7年）5月12日、仏像が観音寺に戻った[18]。